# نوبو ماتسوناغا
نوبو ماتسوناغا (باليابانية: 松永 信夫) (مواليد 6 ديسمبر 1921)، هو لاعب كرة قدم ياباني سابق كان يلعب كلاعب وسط. سبق له أن لعب مع منتخب اليابان.

## وصلات خارجية
- نوبو ماتسوناغا على موقع ناشيونال فوتبول تيمز (الإنجليزية)

- National Football Teams
- Japan National Football Team Database